# Ulica Górnicza w Tarnowskich Górach
Ulica Górnicza w Tarnowskich Górach – jedna z głównych ulic Tarnowskich Gór przebiegająca przez dzielnicę Śródmieście-Centrum.

## Położenie
Ulica Górnicza jest jedną z dwóch ulic odchodzących od tarnogórskiego Rynku w kierunku południowym (drugą jest ulica Gliwicka). Aż do skrzyżowania z ulicą Legionów wchodzi w skład zespołu urbanistycznego zabytkowego Śródmieścia wpisanego 27 kwietnia 1966 do Rejestru Zabytków (nr rej. A/610/66). 
Do 31 grudnia 2021 roku dalszy odcinek ulicy Górniczej był drogą powiatową klasy L o numerze 3301S powiatu tarnogórskiego (do 31 grudnia 2019 również 600-metrowy odcinek ulicy Małej, będącej kontynuacją ulicy Górniczej za jej skrzyżowaniem z obwodnicą miasta, miał status drogi powiatowej), został on jednak przejęty przez Miasto Tarnowskie Góry i od 1 stycznia 2022 roku ma status drogi gminnej.

## Nazwa

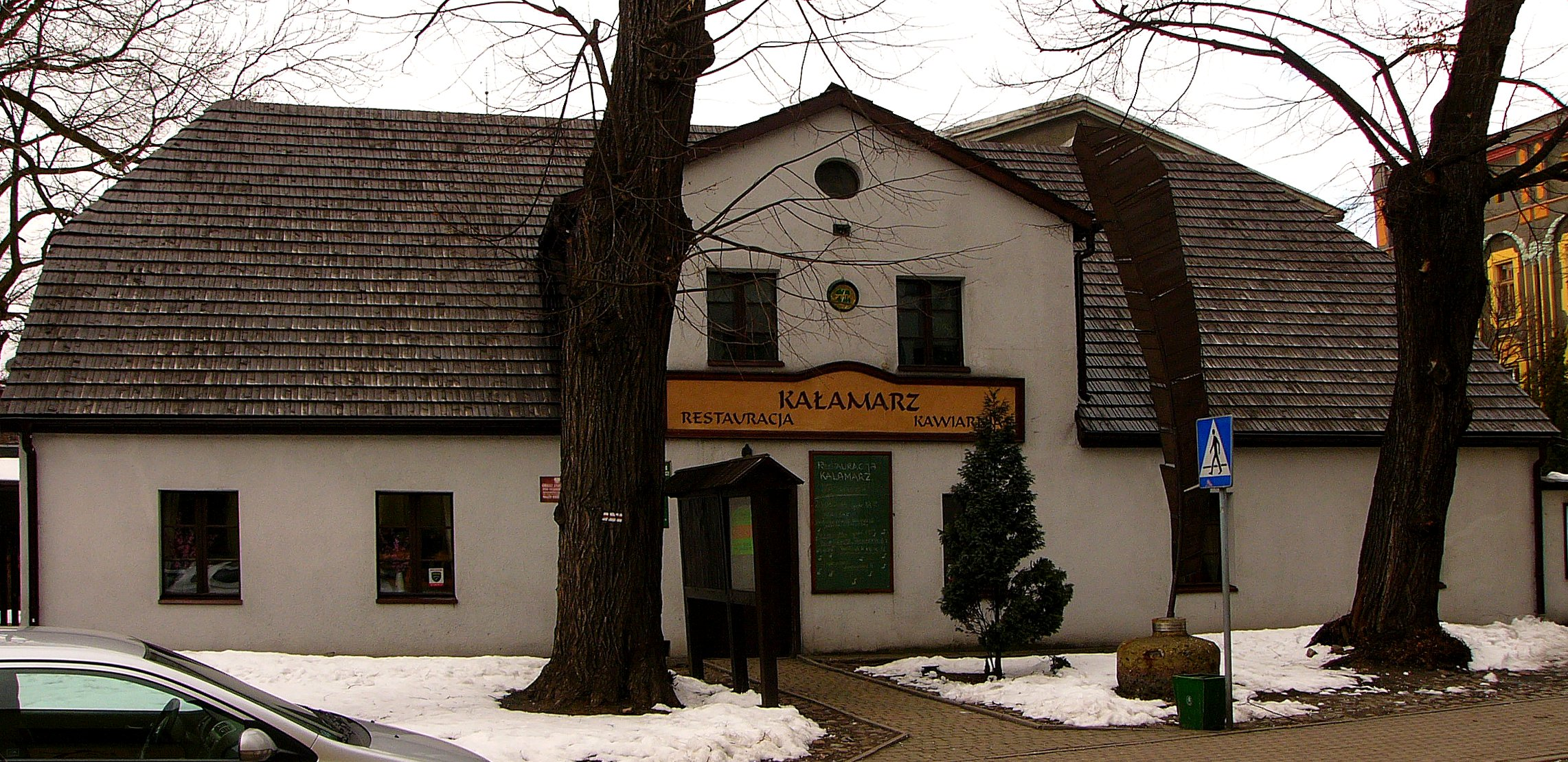
Zabytkowy Dworek Goethego z XVIII wieku

Ulica Górnicza od 2. połowy XIX wieku do 1925 roku oraz w latach 1939–1945 nosiła niemieckojęzyczną nazwę Bergwerkstraße, wcześniej prawdopodobnie Lisczerstraße, nawiązującą do Lyszcza – jednego z historycznych tarnogórskich przedmieść. W latach 1925–1939 (dwudziestolecia międzywojennego) oraz od roku 1945 ul. Górnicza.

## Budynki

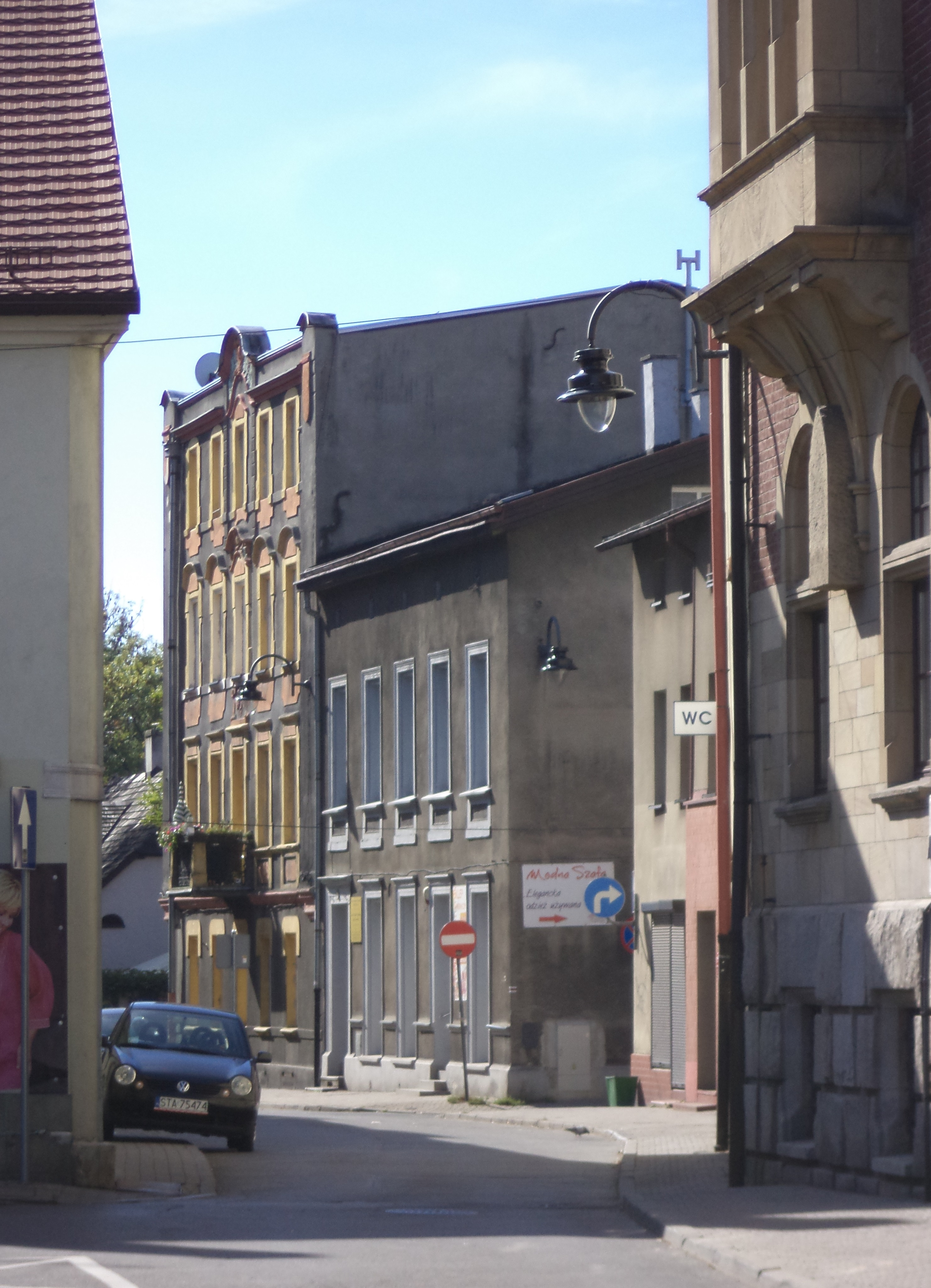
Początkowy odcinek ul. Górniczej widziany z Rynku

Przy ulicy Górniczej znajdują się obiekty wpisane do rejestru zabytków:
- Dworek Goethego (ul. Górnicza 7); zabytkowy dom z XVIII wieku – nr rej. A/624/66 (obecnie A/1360/24[7]; obecnie restauracja i galeria „Kałamarz” oraz oddział PTTK,
- ruiny zabytkowej chaty gwareckiej z 1821 roku (ul. Górnicza 23) – nr rej. A/631/66.

Z kolei walory historyczno-architektoniczne poniższych obiektów zostały wyróżnione wpisem do Gminnej Ewidencji Zabytków:
- gmach Oddziału oraz Inspektoratu Zakładu Ubezpieczeń Społecznych (ul. Górnicza 4); wybudowana w l. 1912-1914 dawna siedziba tarnogórskiej gminy żydowskiej (dom kahalny)[9][10],
- budynek Komendy Powiatowej Państwowej Straży Pożarnej w Tarnowskich Górach (ul. Górnicza 36),
- budynek dawnego aresztu miejskiego sąsiadujący z zabytkowym tarnogórskim ratuszem (ul. Górnicza 1),
- budynek dawnego szpitala miejskiego wybudowanego w l. 1884-1885 na rogu ulicy Górniczej i ulicy Legionów[11],
- krzyż górniczy kamienny z 1878 roku na postumencie, odnowiony w latach 2019–2020[12],
- dwie chałupy gwareckie z poł. XIX wieku (ul. Górnicza 39 i 42),
- 16 kamienic i budynków mieszkalnych, najczęściej z II połowy XIX wieku.

Ponadto na rogu ulicy Górniczej oraz Rynku znajdują się wpisane do rejestru zabytków: Ratusz oraz Dom Cochlera.
W latach 1961–1999 na niewielkiej hałdzie u zbiegu ul. Górniczej i ul. Piernikarczyka ustawiony był pomnik upamiętniający uruchomienie w 1788 roku pierwszej maszyny parowej na kontynencie europejskim. Składał się z podmurówki z wbudowanym metalowym masztem oraz kołem zębatym maszyny parowej.

## Mieszkalnictwo
Według danych Urzędu Stanu Cywilnego na dzień 31 grudnia 2022 roku przy ulicy Górniczej zameldowane na pobyt stały były 433 osoby.